# Seznam italijanskih modnih oblikovalcev
Seznam italijanskih modnih oblikovalcev.

## A
- Giorgio Armani

## B
- Renato Balestra
- Luciano Benetton
- Laura Biagiotti

## C
- Roberto Cavalli
- Nino Cerruti

## D
- Domenico Dolce

## F
- Salvatore Ferragamo
- Gianfranco Ferré
- Elio Fiorucci
- Giovanna Fontana
- Nicola Formichetti

## G
- Stefano Gabbana
- Valentino Garavani
- Guccio Gucci

## M
- Gai Mattiolo
- Ottavio Missoni
- Rosita Missoni

## P
- Mario Prada
- Miuccia Prada

## R
- Davide Renne

## T
- Nicola Trussardi

## V
- Donatella Versace
- Gianni Versace